# Чемберлен, Джозеф Остин
Сэр Джозеф Остин Чемберлен (англ. Joseph Austen Chamberlain; 16 октября 1863[…], Бирмингем, Уорикшир — 16 марта 1937, Лондон) — английский государственный и политический деятель, сын Джозефа Чемберлена, брат Невилла Чемберлена.

## Биография
Чемберлен родился в Бирмингеме (Великобритания). Учился в школе Рагби и позже в Тринити-колледже (Кембридж), где получил в 1885 году ученую степень.
Живя 9 месяцев во Франции, Чемберлен посещал лекции в парижской Школе политических знаний. Ещё год он учился в Германии. В 1888 году он вернулся в Англию. В том же году как либеральный юнионист он был избран в парламент от округа Ист-Вустершир близ Бирмингема.
В 1892 году Чемберлен стал парламентским организатором партии, в 1895 году — лордом Адмиралтейства, в 1900 году — финансовым секретарем Казначейства, в 1902 году — министром почт, в 1903 году — канцлером Казначейства (то есть министром финансов).
В 1906 году Чемберлен женился на Айви Мьюриэл, у них родились два сына и дочь.
В коалиционном правительстве, сформированном в 1915 году, Чемберлен стал министром по делам Индии. Через два года, после скандала, вызванного отсутствием медицинской помощи во время британского наступления на Багдад в Месопотамии, Чемберлен подал в отставку: его министерство оказалось замешанным в этом деле, хотя лично против Чемберлена обвинений выдвинуто не было.
В апреле 1918 года Чемберлен вошел в состав коалиционного кабинета, сформированного Дэвидом Ллойд Джорджем, и был вновь назначен канцлером Казначейства.
После временной отставки Бонара Лоу в 1921 году Чемберлен стал лидером Консервативной партии и лидером палаты общин, но в 1922 году эти посты вновь перешли к Лоу.
В 1924 году Чемберлен стал министром иностранных дел в правительстве Стэнли Болдуина. Лауреат Нобелевской премии мира 1925 года «За свою роль в локарнских переговорах». 
23 февраля 1927 года направил советскому правительству ноту, обвиняющую СССР в ведении «антибританской пропаганды». Нота предупреждала, что продолжение такой политики неизбежно повлечёт «аннулирование торгового соглашения, условия которого так явно нарушались, и даже разрыв обычных дипломатических отношений». Разрыв дипломатических отношений Англии с Советским Союзом не был поддержан правительствами других великих держав. Ответная пропагандистская кампания на ноту Чемберлена в СССР привела к появлению в 1927 г. популярного лозунга «Наш ответ Чемберлену», впоследствии вошедшего в русский язык как фразеологизм.
С образованием в 1931 году межпартийного правительства Чемберлен стал первым лордом Адмиралтейства.

## Награды
- Орден Подвязки
- Нобелевская премия мира (1925; совместно с Чарлзом Дауэсом — «За свою роль в локарнских переговорах»).